# Герби Андорри
Це список гербів Андорри.

## Галерея

Андорра-ла-Велья
Енкамп
Ескальдес-Енгордань
Канільйо
Ла-Массана
Ордіно
Сант-Жулія-де-Лорія
Князівство Андорра

| Андорра | Це незавершена стаття з географії Андорри. Ви можете допомогти проєкту, виправивши або дописавши її. |